# Dorotea Barresi e Santapau

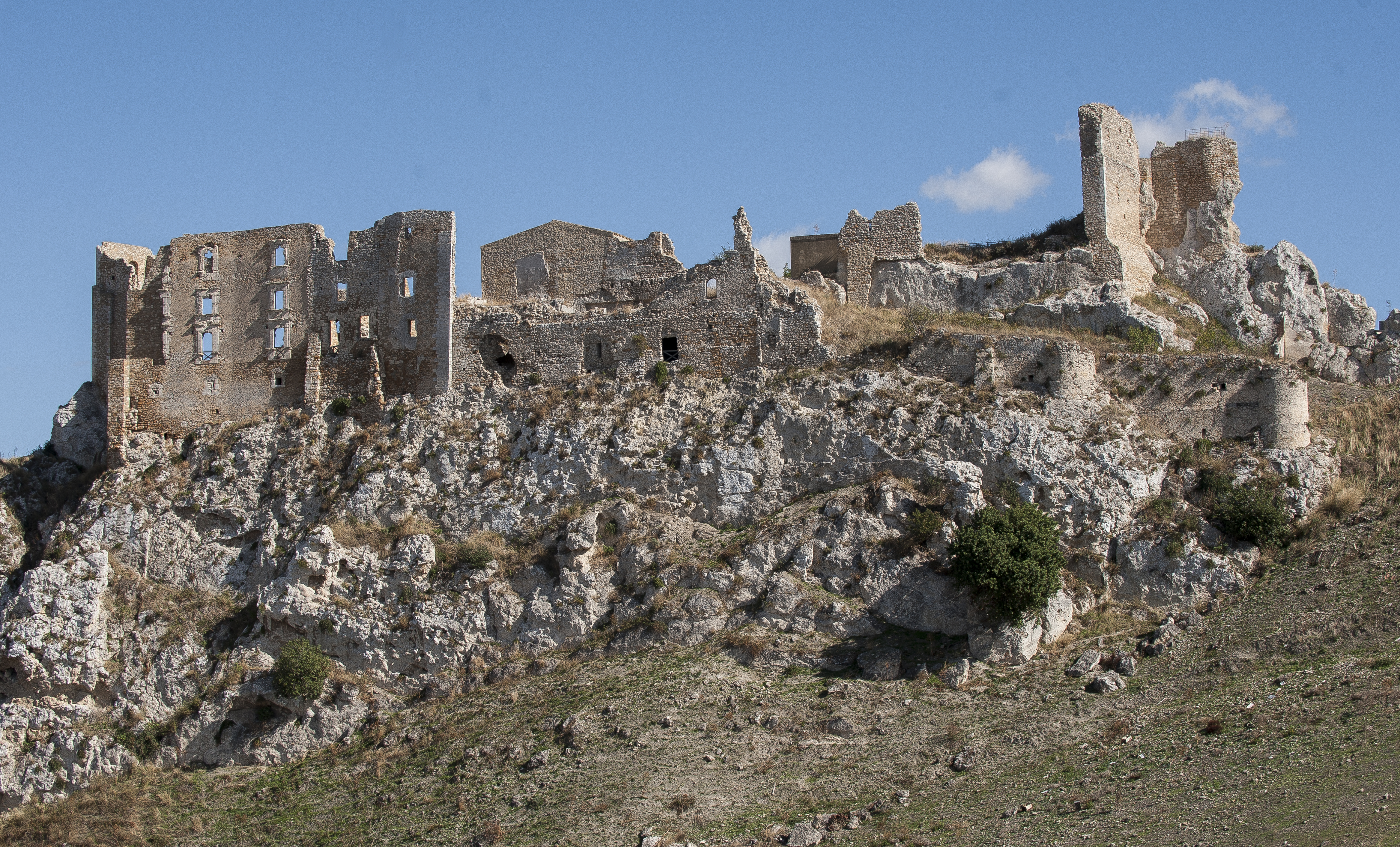
Ruïne van het Castello Barresi in Pietraperzia

Dorotea Barresi e Santapau (Pietraperzia, 1536 – aldaar, 1591) was een edeldame van het Spaanse koninkrijk Sicilië.
Haar titels waren, in Sicilië, prinses van Pietraperzia, in Napels onderkoningin-gemalin, en in Spanje Grande.

## Levensloop

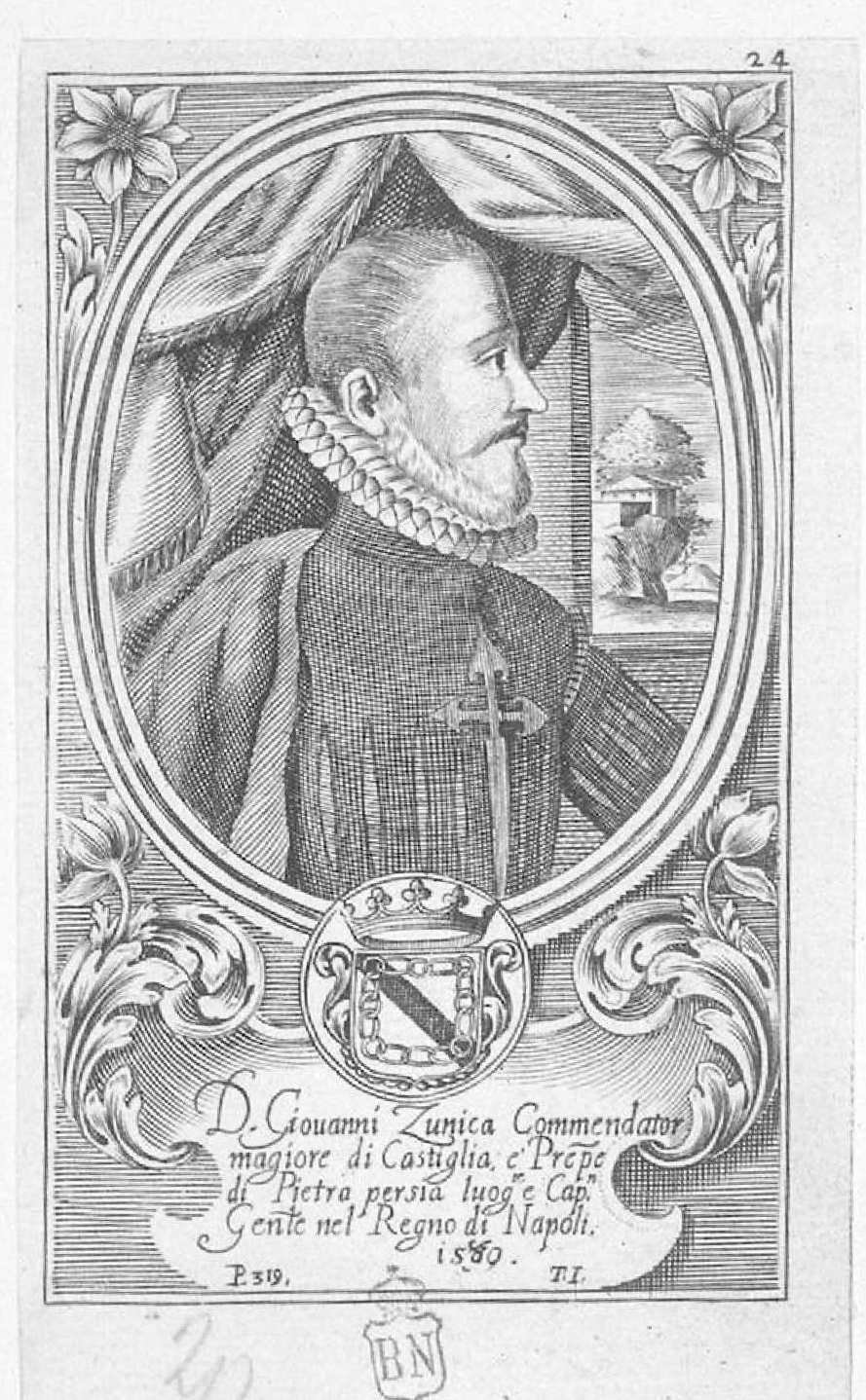
Haar derde man Juan de Zúñiga y Requeséns, onderkoning van Napels

Haar ouders waren Girolamo Pietraperzia Barresi, markies van Pietraperzia, en Antonia Ventimiglia van de familie der markiezen van Geraci. Barresi had een moeilijke jeugd door het leven van haar vader in de gevangenis. Haar vader was ter dood veroordeeld voor de moord op haar grootvader en twee huisbedienden. Zij werd geboren toen haar vader in de gevangenis zat. In 1549 – zij was dertien jaar – werd haar vader terechtgesteld door onthoofding. Berrasi huwde driemaal.
Een eerste maal, in 1550, trad Barresi in het huwelijk met Giovanni Branciforte Tagliavia, graaf van Mazarin. Een zoon Fabrizio werd geboren en haar man stierf kort nadien.
Een tweede maal, in 1567, trad zij in het huwelijk. Haar man, Vincenzo Barresi, markies van Militello, was een verwant van haar; hij stierf in de huwelijksnacht. Zij was voor de tweede maal weduwe.
In 1572 huwde zij voor de derde maal. Zij werd de echtgenote van de Spaanse diplomaat Juan de Zúñiga y Requeséns, telg van het machtige Huis Zúñiga. Haar schoonbroer was Luis de Zúñiga y Requesens, onder meer landvoogd der Nederlanden. Een jaar later stierf haar enige broer Pietro Barresi zonder erfgenamen zodat zij het prinsdom Pietraperzia erfde. Van 1579 tot 1582 was Requesens onderkoning van Napels. Zij kreeg de titel van onderkoningin en adviseerde haar man in staatszaken. Nadien trok het echtpaar naar het Hof in Madrid van koning Filips II. Barresi werd hoofd van het prinselijk Huis van de Infante Filips, de latere koning Filips III; zij stond in voor de opvoeding van deze kroonprins. Haar man stond als majordomus in voor de financiën van de kroonprins. Na de dood van haar man (1586) keerde zij naar haar prinsdom in Sicilië terug.